# DSA
DSA (Digital Signature Algorithm) - криптографічний алгоритм з використанням відкритого ключа для створення електронного підпису, але не для шифрування (на відміну від RSA і схеми Ель-Гамаля). Підпис створюється таємно, але може бути публічно перевірений. Це означає, що тільки один суб'єкт може створити підпис повідомлення, але будь-хто може перевірити її коректність. Алгоритм заснований на обчислювальній складності взяття логарифмів в кінцевих полях.
Алгоритм був запропонований Національним інститутом стандартів і технологій (США) в серпні 1991 і є запатентованим U.S. Patent 5 231 668, але НІСТ зробив цей патент доступним для використання без ліцензійних відрахувань. Алгоритм разом з криптографічного хеш-функцією SHA-1 є частиною DSS (Digital Signature Standard), вперше опублікованого в 1994 (документ FIPS-186 (Federal Information Processing Standards)). Пізніше були опубліковані 2 оновлені версії стандарту: FIPS 186-2 [2] (27 січня 2000 року) і FIPS 186-3 [3] (червень 2009).

## Використання алгоритму
Для підписування повідомлень необхідна пара ключів - відкритий і закритий. При цьому закритий ключ повинен бути відомий тільки тому, хто підписує повідомлення, а відкритий - будь-кому перевірити справжність повідомлення. Також загальнодоступними є параметри самого алгоритму. Для забезпечення такого доступу досить авторитетна організація (або кілька організацій) підтримує базу відповідності між реальними реквізитами автора (це може бути як приватна особа, так і організація) і відкритими ключами, а також всіма необхідними параметрами схеми цифрового підпису (використовувана хеш-функція). Ця організація також видає цифрові сертифікати.